# Aneura eriocaula
Aneura eriocaula là một loài rêu trong họ Aneuraceae. Loài này được Hook. Stephani mô tả khoa học đầu tiên năm 1893.